# دراغوشيني
دراغوشيني هي قرية تقع في إقليم ياش في رومانيا وبلغ عدد سكانها 1,602 في عام 2007م.